# Pang: Magical Michael
Pang: Magical Michael est un jeu vidéo d'action et de réflexion développé par Mitchell Corporation et édité par Rising Star Games, sorti en 2010 sur Nintendo DS.

## Accueil
- Jeuxvideo.com : 15/20[1]